# Thottea barberi
Thottea barberi är en piprankeväxtart som först beskrevs av James Sykes Gamble, och fick sitt nu gällande namn av Ding Hou. Thottea barberi ingår i släktet Thottea och familjen piprankeväxter. Inga underarter finns listade i Catalogue of Life.